# Devaterník šedý
Devaterník šedý (Helianthemum canum) je nízká keřovitá rostlina rostoucí na teplých a suchých místech, kde koncem jara a počátkem léta kvete drobnými žlutými květy. V české přírodě je původní druh a přežívá jen v několika populacích, je rostlinou vzácnou a zařazenou mezi silně ohrožené druhy (C2r). Je ohrožována přirozenými sukcesními změnami nebo poškozováním člověkem (sešlapávání, snaha o přesazování).
Devaterník šedý býval před desetiletími řazen jako devaterníček šedý do rodu (Rhodax), v současnosti je někdy považován za poddruh devaterníku oleandského (Helianthemum oelandicum subsp. incanum).

## Rozšíření
Je rozšířen hlavně v teplejších částech Evropy, včetně asijské části Turecka. Neroste na Pyrenejském a Skandinávském poloostrově, ve Finsku, v Pobaltí, Bělorusku, na Ukrajině (vyjma Krymu) a v Rusku.
V České republice je výskyt tohoto chamaefytu omezen jen na několik nevelkých oblastí ve středních Čechách. V jihozápadním okolí Prahy roste na vápencích Českého krasu, např. v přírodních rezervacích Radotínské údolí, Prokopské údolí, Slavičí údolí, Klapice a Homolka, v národních přírodních památkách Barrandovské skály, Cikánka I, U Nového mlýna a Lochkovský profil, v přírodních památkách Zmrzlík, Opatřilka – Červený lom a Ortocerový lůmek. Dále se vyskytuje v národní přírodní rezervaci Karlštejn a v okolí Roudnice nad Labem. Na Moravě se devaterník šedý nevyskytuje.

## Ekologie
Roste na teplých, osluněných stráních, ve skalních sutinách, stepích i lesostepích, v neuzavřených travinných porostech i na velmi prudkých svazích. Je rostlinou výrazně teplomilnou a vápnomilnou, její stanoviště mívají plytké, ale na živiny bohaté hlinité půdy s reakci pH 7 až 8. Téměř výhradně vyrůstá na vápencovém, dolomitickém nebo diabasovém podloží. Kvete v květnu a červnu, ploidie druhu je 2n = 22.

## Popis
Opadavý polokeř vysoký 10 až 20 cm s vystoupavými až přímými květonosnými lodyhami a s nečetnými, do široka rozprostřenými lodyhami sterilními. Vyrůstá z dřevnatého, svislého kořene s mnoha postranními provazcovitými kořeny bez vlášení. Lodyhy s krátkými chlupy porůstají vstřícnými, celokrajnými listy se řapíky nebo jsou přisedlé a poloobjímavé, nemají palisty. Jejich čepele jsou čárkovité, kopinaté až úzce eliptické a na konci špičaté, 10 až 20 mm dlouhé a 2 až 4 mm široké, mají výrazně vyčnívající střední žilku a jsou na lícní straně zelená a na rubové šedoplstnaté.
Květy jsou pětičetné, oboupohlavné, mají dlouhé stopky a jsou sestavené po třech až deseti do chudých hroznovitých květenstvích. Kališní lístky vyrůstají ve dvou kruzích, dva vnější jsou kopinaté, po okraji zelené a bývají 3 mm dlouhé, tři vnitřní jsou široce vejčité, asi 5 mm dlouhé, blanité, mají tři podélné žilky a jsou hustě chlupaté. Nepřekrývající se korunní lístky jsou obvejčité, obvykle dvojnásobně delší než kališní a jsou světle až tmavě žluté. V květu je větší počet volných plodných tyčinek, gyneceum je vytvořeno ze tří plodolistů a jednopouzdrý semeník obsahuje více vajíček. Čnělka je u báze silně esovitě prohnutá, bývá kratší než tyčinky a na vrcholu je rozšířená v bliznu. Květy jsou opylovány hmyzem, nejčastěji včelami.
Plod je vejčité kulovitá či slabě tříhranná asi 6 mm dlouhá světlehnědá chlupatá tobolka. Obsahuje kulovitá, až tupě hranatá červenohnědá asi 1,5 mm velká semena s hladkým osemením.

## Galerie

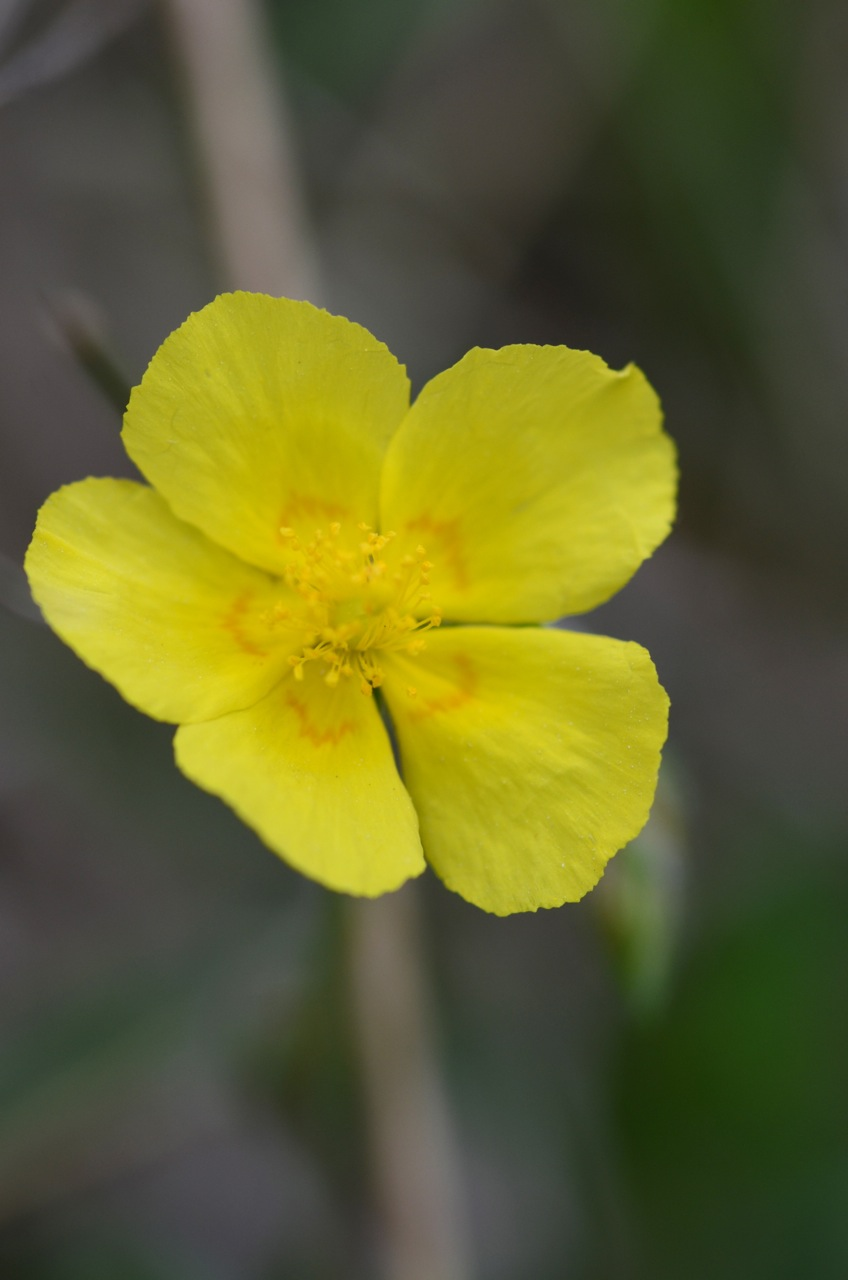
Květ
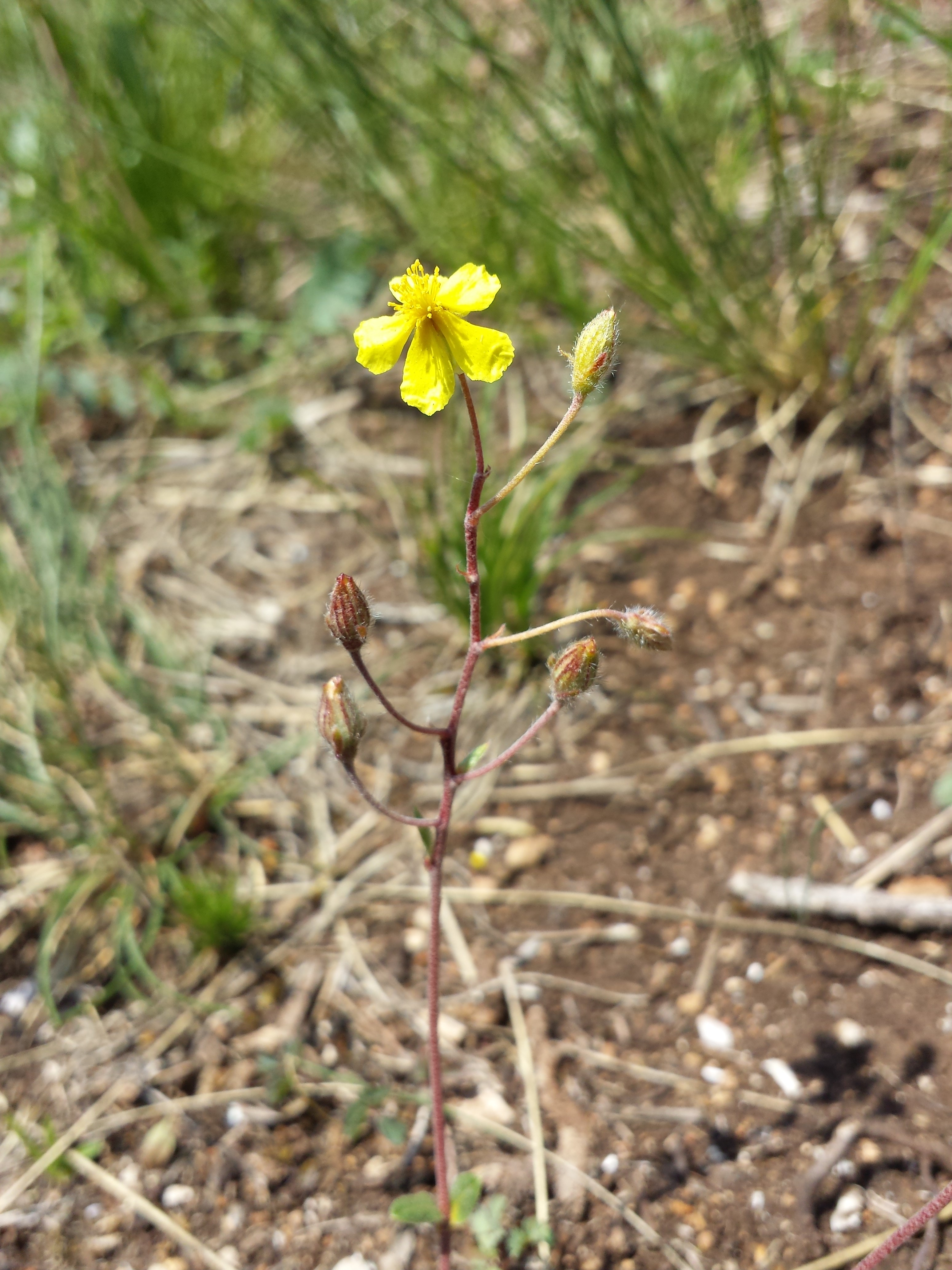
Mladá rostlina
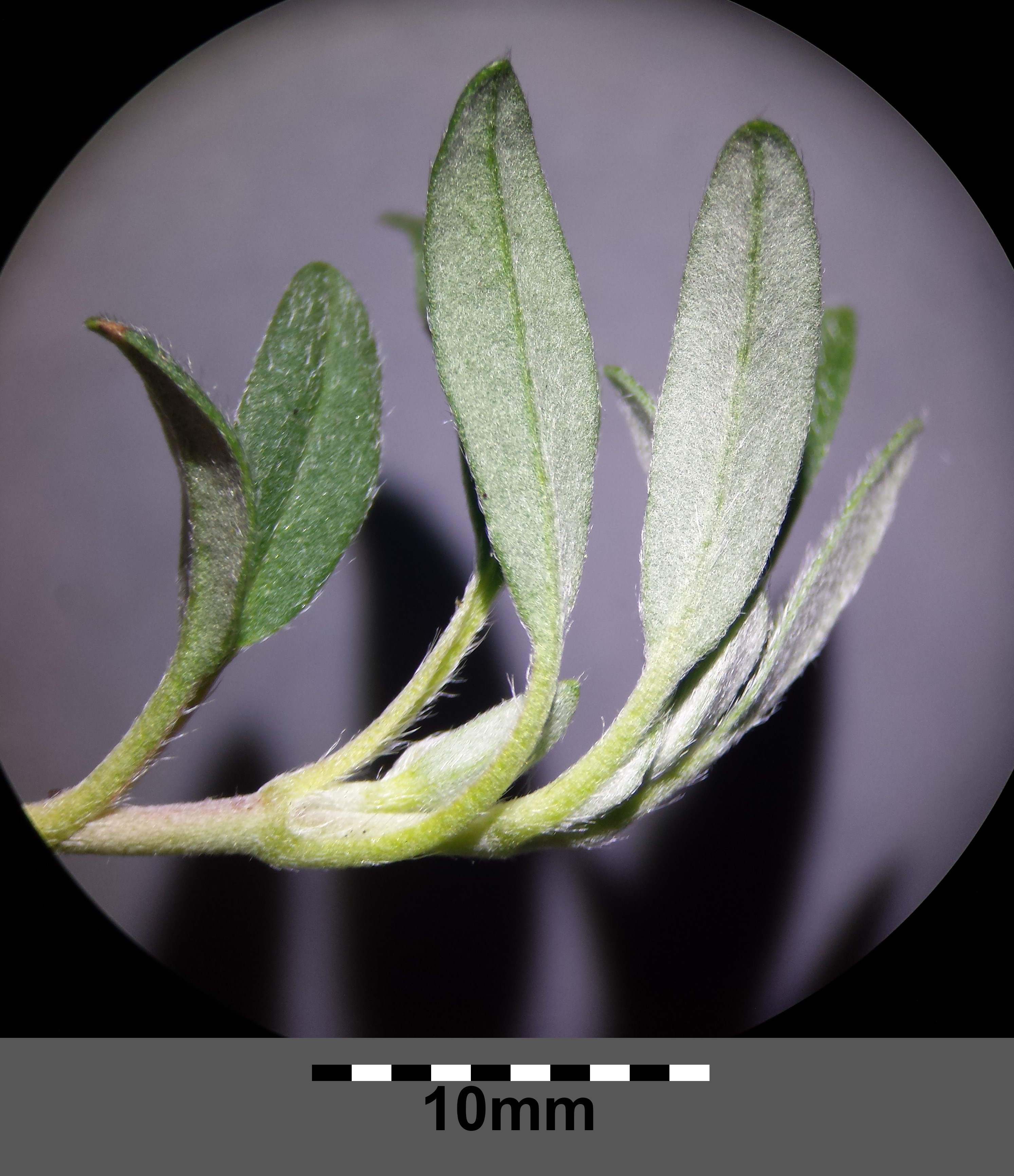
Rubová strana listu
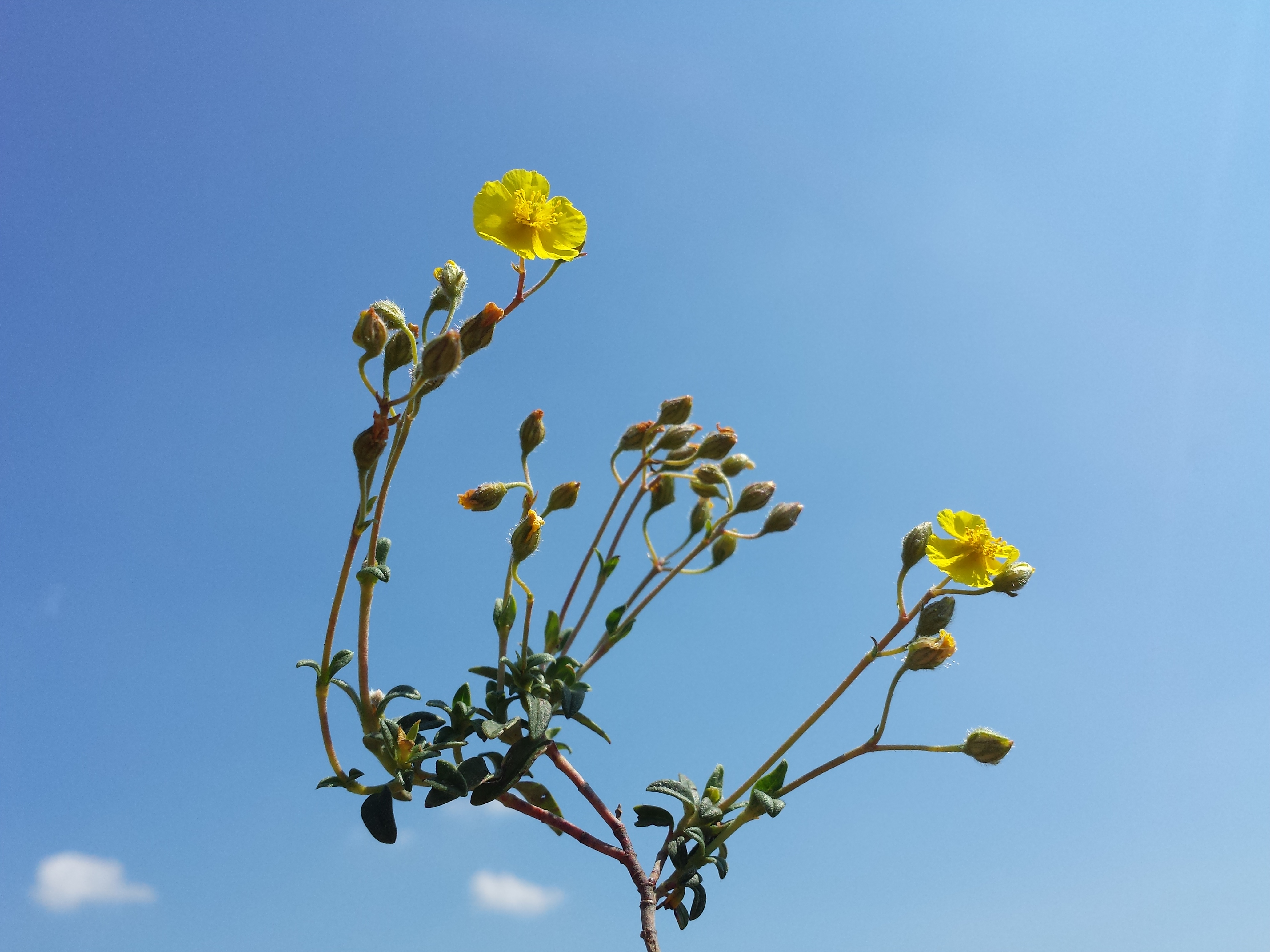
Květenství